# Parainocellia (Parainocellia) bicolor
Parainocellia (Parainocellia) bicolor is een kameelhalsvliegensoort uit de familie van de Inocelliidae. De soort komt voor in Frankrijk, Italië en Zwitserland.
Parainocellia (Parainocellia) bicolor werd voor het eerst wetenschappelijk beschreven door A. Costa in 1855.